# 郭應時
郭應時（1560年—？），字行之，號耀東，福建漳州府海澄縣人，軍籍，明朝政治人物。

## 生平
萬曆十年（1582年）壬午科福建鄉試八十名，萬曆十四年（1586年）丙戌科會試三十二名，登三甲第一百八十七名進士。都察院观政，十五年二月授中书舍人，十六年差往德府造坟，卒于任。

## 家族
曾祖郭體剛；祖父郭子繹；父郭宗懿。母沈氏。具庆下。兄應選、公怀、朝封。弟公怡、公愷。